# Rétjénou
Rétjénou (Rṯnw) ou Réténou (Rtnw), ((en) Retjenu), est le nom en égyptien ancien d'une région englobant la Syrie et la Palestine.
Dans le Rétjénou, les Égyptiens distinguaient parfois la région allant du Néguev jusqu'au nord du fleuve Oronte, appelée Kharou (Ḫȝrw), en référence aux Hourrites qui habitaient autrefois la région, et dont la partie sud, qui correspond au pays de Canaan, était appelée Djahy.
Les Égyptiens faisaient expressément référence au « Rétjénou supérieur » (Rtnw ḥr(y).t), formule désignant les parties montagneuses du nord de la Syrie, entre l'Oronte et l'Euphrate, qui correspond au territoire conquis par Amourrou[pas clair].
Les Égyptiens nomment Rétjénou ce que l'on désignera ensuite sous le nom générique d'araméen[pas clair]. Ceux que la Genèse désigne comme la descendance d'Aram correspondraient à l'appellation égyptienne Kharou.
Selon un auteur controversé, Immanuel Velikovsky, Rtnw serait la transcription égyptienne de l'hébreu ancien rznw (prononcé [arzenou]), au sens de « notre terre ».